# ジェニー・ジルハート
ジェニー・ジルハート（Jenny Zillhardt、フルネーム:Marguerite-Valentine-Jenny Zillhardt、1857年3月16日 - 1939年2月3日）は、フランスの画家である。妹のマドレーヌ・ジルハートとともに、パリのアカデミー・ジュリアンで学んだ初期の女子学生の一人で、同僚学生のルイーズ・カトリーヌ・ブレスラウとも親しかった。

## 略歴
ドイツ国境に比較的近いサン＝カンタンに生まれた。1876年から女性専用のクラスを作ったパリの私立の美術学校、アカデミー・ジュリアンに、1877年に妹のマドレーヌ・ジルハート（Madeleine Zillhardt: 1863-1950）と入学し、トニ・ロベール＝フルーリーに学んだ。同じころアカデミー・ジュリアンに入学した女子学生にはマリ・バシュキルツェフ（1858-1884）やルイーズ・カトリーヌ・ブレスラウ（1856-1927）らがいた。
1878年にパリのサロンに初めて、友人の肖像画を出展し、アカデミック美術のスタイルの肖像画や風俗画を継続的にサロンに出展した。1893年のシカゴ万国博覧会の女性館に出展したフランスの女性画家代表団の一人となった。1905年にイギリスで出版されたウォルター・ショー・スパローの著書「Women Painters of the World」にジルハートの作品は収録された。
1910年に教育功労章（オフィシエ）を受勲した。フランス芸術家協会のサロンで1926年に銀メダル、1928年に金メダルを受賞した。 1930年にレジオンドヌール勲章（シュヴァリエ）を受勲した。
妹のマドレーヌ・ジルハートはルイーズ・カトリーヌ・ブレスラウと親しく、40年の間、ブレスラウと同居し、ともに活動したた。1927年にブレスラウが亡くなった後、マドレーヌ・ジルハートはブレスラウの作品の保全に尽力した。
1939年にパリ近郊のヌイイ＝シュル＝セーヌで亡くなった。

## 作品

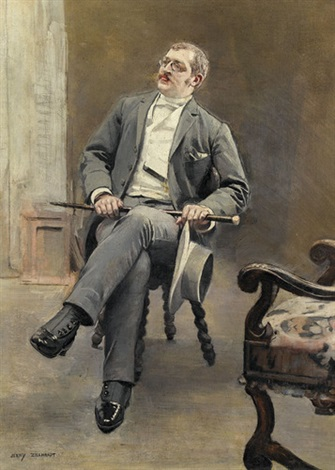
肖像画 (1930年代)
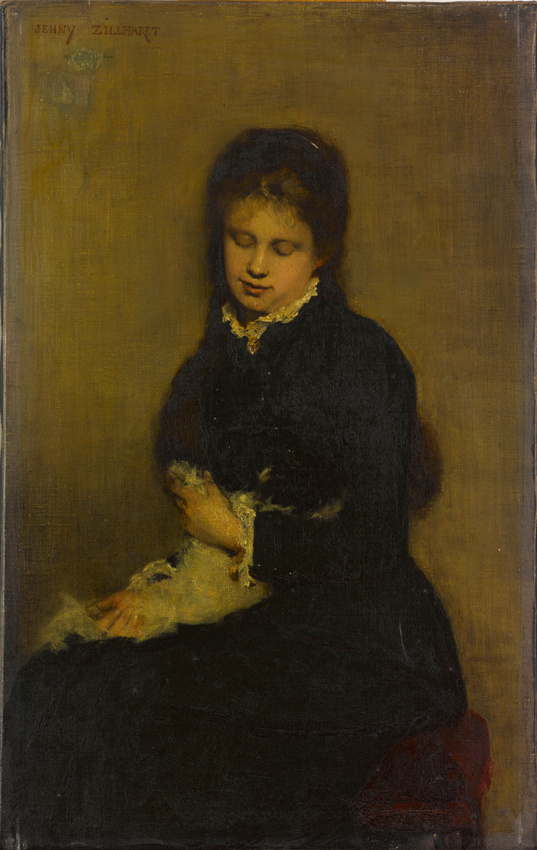
妹のマドレーヌがモデルではないかとされる肖像画「猫と若い女性」(c.1900)
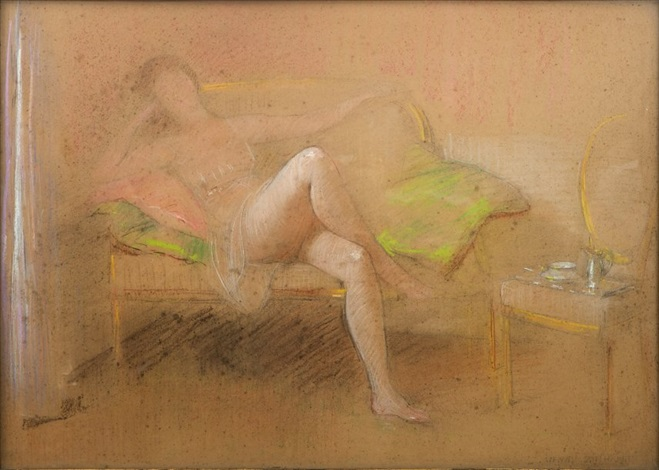
ヌード
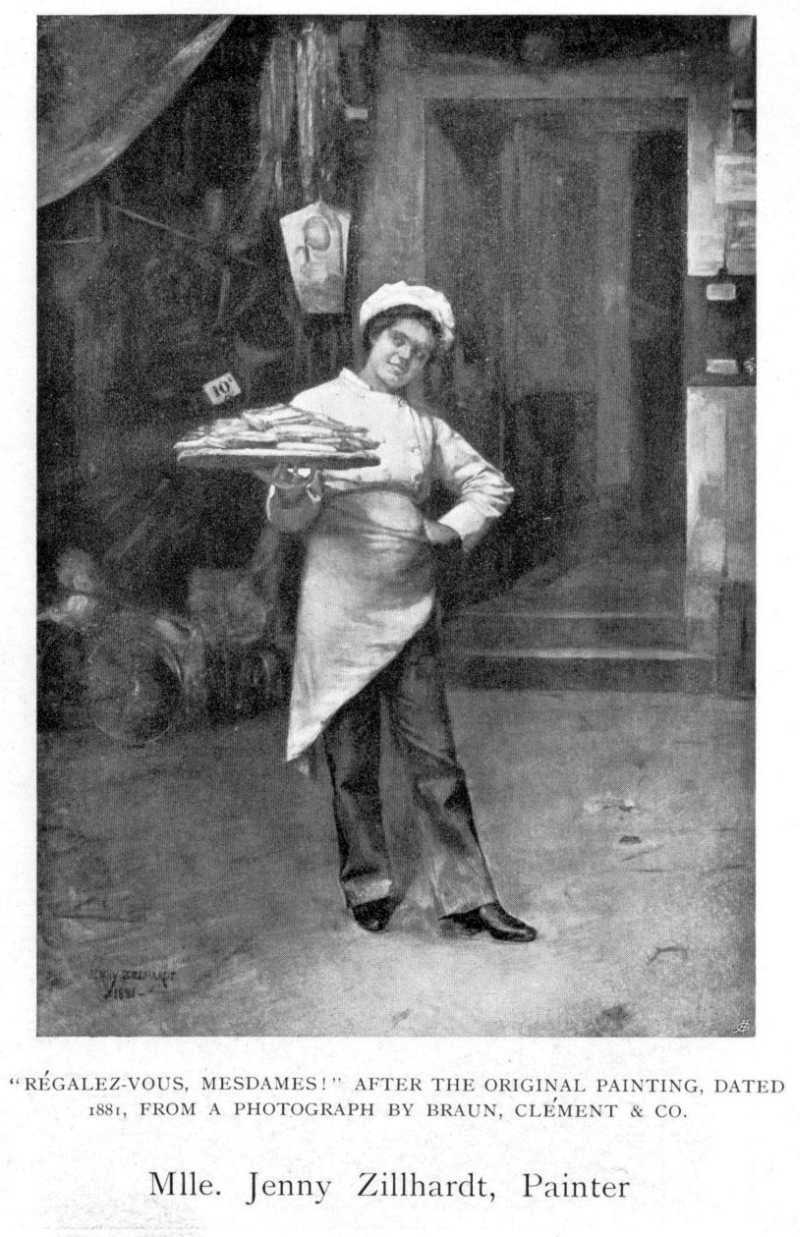
Régalez-vous mesdames 1905年の「Women Painters of the World」に掲載